# Emily Stang Sando
Emily Stang Sando (* 8. März 1989 in Tønsberg, Norwegen) ist eine norwegische Handballspielerin. Sie spielt beim dänischen Erstligisten HØJ Håndbold und gehörte dem Kader der norwegischen Nationalmannschaft an.

## Karriere
Emily Stang Sando spielte anfangs für Larvik HK, mit dem sie neben der norwegischen Meisterschaft auch 2008 den Europapokal der Pokalsieger gewann. 2010 wechselte die Torhüterin zum Erstligaaufsteiger Flint Tønsberg, um dort mehr Spielanteile zu erhalten. Ab 2013 hütete Sando das Tor des dänischen Erstligisten Team Esbjerg, mit dem sie 2016 die dänische Meisterschaft gewann. Nachdem Sando in der Saison 2017/18 für Odense Håndbold aufgelaufen war, schloss sie sich dem Ligakonkurrenten København Håndbold an. Eine Saison später wechselte sie zum montenegrinischen Spitzenverein ŽRK Budućnost Podgorica. Ab dem Sommer 2020 stand sie beim deutschen Bundesligisten SG BBM Bietigheim unter Vertrag. Mit Bietigheim gewann sie 2021 den DHB-Pokal. Im September 2021 wurde ihr Vertrag beiderseitigem Einvernehmen aufgelöst. Ab Oktober 2021 stand Sando beim dänischen Erstligisten Horsens HK unter Vertrag. Nachdem Sando im Januar 2024 ihre Schwangerschaft bekanntgegeben hatte, pausierte sie bis zum Saisonende 2023/24. Daraufhin lief ihr Vertrag aus. Nachdem sie ohne Verein war  unterschrieb sie im Januar 2025 einen Vertrag beim dänischen Erstligisten Ikast Håndbold. Im Sommer 2025 schloss sie sich dem Erstligaaufsteiger HØJ Håndbold an.
Emily Stang Sando absolvierte bislang 30 Partien für die norwegische Auswahl. Mit dem norwegischen Team gewann sie 2014 die Europameisterschaft. Nach dem ersten Spiel der EM 2014 rückte sie für die verletzte Kari Aalvik Grimsbø in den norwegischen Kader. Sando nahm an den ersten beiden Vorrundenspielen der Europameisterschaft 2020 teil und wurde anschließend durch Katrine Lunde Haraldsen ersetzt. Am Turnierende gewann Norwegen den Titel.

## Sonstiges
Ihr Lebensgefährte Brian Ankersen ist ein dänischer Handballtrainer.